# Indian Association of Alberta
Die Indian Association of Alberta (IAA) ist eine Vereinigung von Indianerstämmen in der kanadischen Provinz Alberta. Sie wurde 1939 als Abspaltung der League of Indians in Western Canada gegründet und hielt ihre erste Sitzung am 28. Juli desselben Jahres.
Indianer in Zentral-Alberta, vor allem Angehörige der Cree und der Stoney, gründeten 1933 die League of Indians of Alberta (LIA), trotz des Verbots von 1927, politische Organisationen zu gründen. Ihr Präsident John Callihoo war eine der treibenden Kräfte zur Bildung der die gesamte Provinz repräsentierenden IAA. Doch während des Zweiten Weltkriegs gelang es nicht, weitere Indianergruppen in Alberta einzubinden. Im Gegenteil gründeten Chris Shade und weitere Gruppen aus dem Südwesten Albertas die Blood Indian Local Association. Darin spiegelten sich alte Gegensätze zwischen Cree und Blood wider.
Eine Brücke schlug James Gladstone, der, von Geburt Angehöriger der Cree, von den Blood angenommen worden war. 1946 entstanden zwei Gruppen der IAA bei den Blood, die auch Delegierte zur Versammlung nach Hobbema entsandten. Auf dieser Versammlung wurde Gladstone wegen seiner ausgleichenden Wirkung und seiner weit reichenden Pläne zum Direktor des IAA ernannt.
Seine Bedeutung zeigte sich während der Präsidentschaften des Blackfoot Clarence McHugh und des Cree Albert Lightning, deren Gegensätze wiederum Gladstone im Laufe der 1950er Jahre ausgleichen konnte. Er war Präsident von 1950 bis 1953 und von 1956 bis 1957.
Hauptzielrichtung war die Sicherung der Vertragsrechte (vgl. Numbered Treaties), sowie Bildung und Hilfe gegen die Verarmung. An drei anderen Punkten jedoch kam es zu keiner Einigung. Dies betraf zunächst die Aufhebung des Alkoholverbots für Indianer, dann die Möglichkeit für Indianer, ihren Status zu verlieren, schließlich bestand bei der Aufteilung und Individualisierung von Reservaten keine Einigkeit. Vor allem die Rinderzucht erforderte große, zusammenhängende Gebiete, die im Allgemeinen dem Stamm als Gesamtheit gehörten und somit nicht zerstückelt werden sollten.
Das schließlich verabschiedete Indianergesetz von 1951 verbot weiterhin Alkohol, verhinderte die Landaufteilung und enthielt den Indianern weiterhin das Wahlrecht vor, das sie erst 1960 erringen konnten. Immerhin war das Ziel der Indianergesetzgebung nicht mehr explizit die Auslöschung der indianischen Kulturen. Das Department of Indian Affairs and Northern Development glaubte noch immer, die Indianer seien nicht reif, Verantwortung zu übernehmen. Immerhin erhielten aber die Stammesräte größere Zuständigkeiten.
Jedoch verloren durch die Neufassung des Indianergesetzes manche Stämme wie 1956 die Samson Cree in Hobbema in Zentralalberta ihren Status als anerkannte Indianer (status indians) – wenn diese Entscheidung auch bereits 1957 wieder aufgehoben wurde. Ein weiterer Erfolg war die Tatsache, dass Gladstone von Premierminister John Diefenbaker 1958 für den Senat nominiert wurde.
Als 1969 ein mehrjähriger Kampf um den Sonderstatus der Indianer einsetzte, der in die vollständige Assimilation und die Aufhebung der Reservate einmünden sollte, wie sie Jean Chrétien forderte, stellte die IAA 1970 das Grundsatzprogramm Citizens Plus auf. Wenig später distanzierte sich die Regierung von Chrétiens Forderungen.
Während des Verfassungskonflikts Anfang der 1980er Jahre (vgl. Verfassungsgesetz von 1982) organisierten die IAA eine Demonstration in Edmonton, der Hauptstadt Albertas, vor der Alberta Legislature, an der 6.000 Indianer teilnahmen. Dieser Kampf war ebenso erfolgreich wie der von 1987 bis 1990 gegen den Meech Lake Accord.
Neben diesen Fragen der rechtlichen Integration in den kanadischen Staat versuchte die IAA die aufgelösten Residential Schools, internatartige Schulen, in denen so schlechte Zustände herrschten, dass sich die Regierung 2008 dafür entschuldigte, und ihre Folgen anzugehen. Gleichzeitig sollte nun stärker in die Ausbildung und Bildung investiert werden. Dennoch dominierten die Rechtsfragen um die Landansprüche wie etwa die der Lubicon Lake band, die in Vertrag Nr. 8 der Numbered Treaties nicht eingeschlossen war und nun drohte, ihr Land endgültig zu verlieren.
Ende der 1990er Jahre wurden der IAA die staatlichen Zuschüsse gestrichen, so dass die Organisation seitdem ausschließlich auf private Spenden angewiesen ist. Dennoch arbeitet sie weiterhin als Lobbygruppe für die Rechte der Indianer in Alberta.